# قرار مجلس الأمن التابع للأمم المتحدة رقم 113
قرار مجلس الأمن التابع للأمم المتحدة رقم 113، المعتمد في 4 أبريل 1956، بعد التذكير بالقرارات السابقة التي طُلب فيها إلى رئيس أركان هيئة الأمم المتحدة لمراقبة الهدنة في فلسطين اتخاذ خطوات محددة لغرض الحد من التوترات على طول خطوط الهدنة. وأشار المجلس بقلق بالغ عدم تنفيذ الخطوات المقترحة. واعتبر المجلس أن الحالة من المرجح أن تعرض صون السلم والأمن الدوليين للخطر وطلب إلى الأمين العام إجراء مسح لمختلف جوانب إنفاذ الامتثال لاتفاقات الهدنة العامة الأربعة.
ثم طلب المجلس من الأمين العام، إلى جانب رئيس الأركان، اتخاذ الترتيبات اللازمة لاعتماد التدابير التي يعتقدون أنها ستقلل التوترات على طول خطوط ترسيم الهدنة بما في ذلك سحب القوات، والحرية الكاملة للتنقل لمراقبي الأمم المتحدة وإنشاء السلطات المحلية. ترتيبات لمنع الحوادث والكشف الفوري عن أي انتهاكات لاتفاقيات الهدنة. ودعا المجلس طرفي اتفاق الهدنة العام إلى التعاون مع الأمين العام في تنفيذ هذا القرار، وطلب من الأمين العام رفع تقرير إلى المجلس خلال شهر.
وقد اتخذ القرار بالإجماع من قبل جميع أعضاء المجلس.